# Ambrosius Holbein

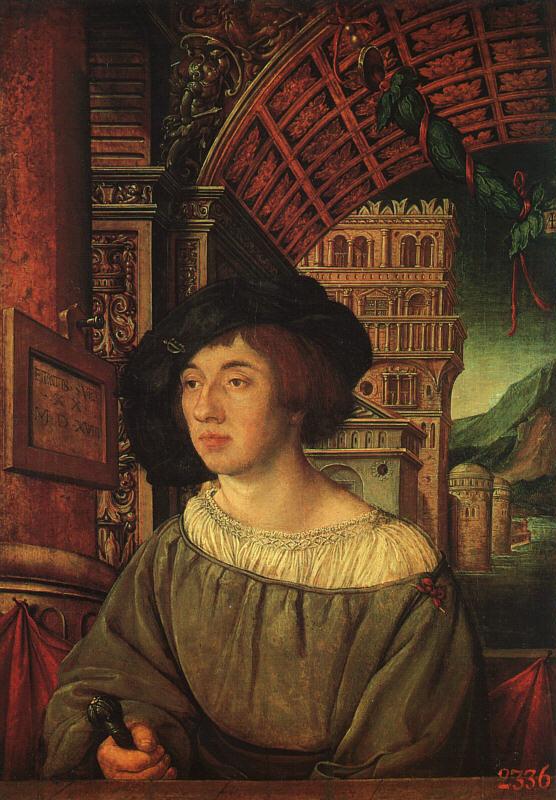
Retrat d'home jove, 1518. Oli sobre fusta 43 x 32 cm, Museu de l'Ermitage.

Retrat de nen amb els cabells rossos, 1516, Basilea.

Ambrosius Holbein (Augsburg, 1494 - Basilea, 1519) va ser un pintor alemany. És més conegut per ser fill d'Hans Holbein el Vell i germà de Hans Holbein el Jove.
Va néixer com el seu germà a Augsburg, llavors ciutat lliure del Sacre Imperi Romanogermànic i un dels més importants centres culturals i comercials de la regió. Ambrosius i Hans van rebre les primeres lliçons en l'art de la pintura en el taller patern, però també coneixements d'orfebreria, joieria i els secrets de la producció de gravats. Això era normal per a un artista de la seva època, que havia de dominar diverses tècniques i habilitats.
El 1515 trobem a Ambrosius establert en la ciutat suïssa de Stein am Rhein, en el cantó de Schaffhausen, on va ajudar a un pintor local de nom Thomas Schmid en l'execució de les pintures murals de la sala principal del monestir de Sant Jordi. Els dos germans Holbein es traslladen a Basilea el 1516, on Ambrosius treballa en l'estudi de Hans Herbster. El 1517 es va inscriure en el Gremi de Pintors de Basilea i a l'any següent va rebre la ciutadania.
Els millors treballs d'aquest període inclouen Retrat de noi amb el cabell ros i el seu homòleg Retrat de nen amb el cabell castany, ambdues obres es troben ara en el Museu d'Art de Basilea.
Ambrosius Holbein va ser un dels millors il·lustradors de Basilea a la seva època, i va arribar a un gran mestratge en la creació d'obres de petit format.

## Obres destacades
- Verge amb el Nen, (1514, Basilea, Kunstmuseum)
- Retrat de nen amb el cabell ros, (1516, Basilea, Kunstmuseum)
- Retrat de Jörg Schweiger, (1518, Basilea, Kunstmuseum)
- Retrat d'home jove, (1515, Darmstadt, Hessisches Landesmuseum)
- Nativitat, (1514, Donaueschingen, Fürstlich Fürstenbergische Gemäldegalerie)
- Nativitat, (Múnic, Klerikalseminar Georgianum)
- Mort de la Verge, (Múnic, Klerikalseminar Georgianum)
- Retrat de Johannes Xylotectus (Zimmermann), (1520, Nuremberg, Germanisches Nationalmuseum)
- Retrat d'home jove, (1518, Sant Petersburg, Museu de l'Ermitage)
- Retrat d'home jove, (1518, Washington, National Gallery of Art). Aquesta obra és sovint acreditada al seu germà Hans Holbein el Jove.
- Mort de la Verge, (Viena, Gemäldegalerie der Akademie der bildenden Künste)